# Elizabeth Sandbothe
Elizabeth Sandbothe (* 17. März 1998 in Lee’s Summit) ist eine US-amerikanische Volleyballspielerin.

## Karriere
Sandbothe begann ihre Karriere an der Lee’s Summit West High School. Von 2016 bis 2018 studierte sie an der Kansas State University und spielte in der Universitätsmannschaft. 2017 gewann sie mit den Juniorinnen der USA den U20 Pan American Cup. 2019 studierte sie noch an der Ohio State University. In der Saison 2020/21 spielte die Mittelblockerin für den schwedischen Erstligisten Gislaved VBK. 2021 wurde sie vom deutschen Bundesligisten Schwarz-Weiss Erfurt verpflichtet. Nach drei Spielen musste Sandbothe die Saison jedoch vorzeitig beenden, weil bei ihr das Guillain-Barré-Syndrom diagnostiziert wurde. Nach der krankheitsbedingten Pause kehrte sie 2024 zurück nach Erfurt.

## Privates
Sandbothe ist seit 2021 mit dem deutschen Volleyballnationalspieler Ruben Schott liiert.